# ローラ・T97/20
ローラ・T97/20（Lola T97/20）は、ローラが設計・製造したフォーミュラカーである。1997年から2001年までインディ・ライツで使用された。